# أندي صموئيل
أندي صموئيل (بالإنجليزية: Andy Samuel) هو ممثل أمريكي، ولد في 10 أبريل 1909 بلوس أنجلوس في الولايات المتحدة، وتوفي في 5 مارس 1992 في الولايات المتحدة بسبب سرطان.

## وصلات خارجية
- أندي صموئيل على موقع IMDb (الإنجليزية)
- أندي صموئيل على موقع أول موفي (الإنجليزية)